# 志津駅

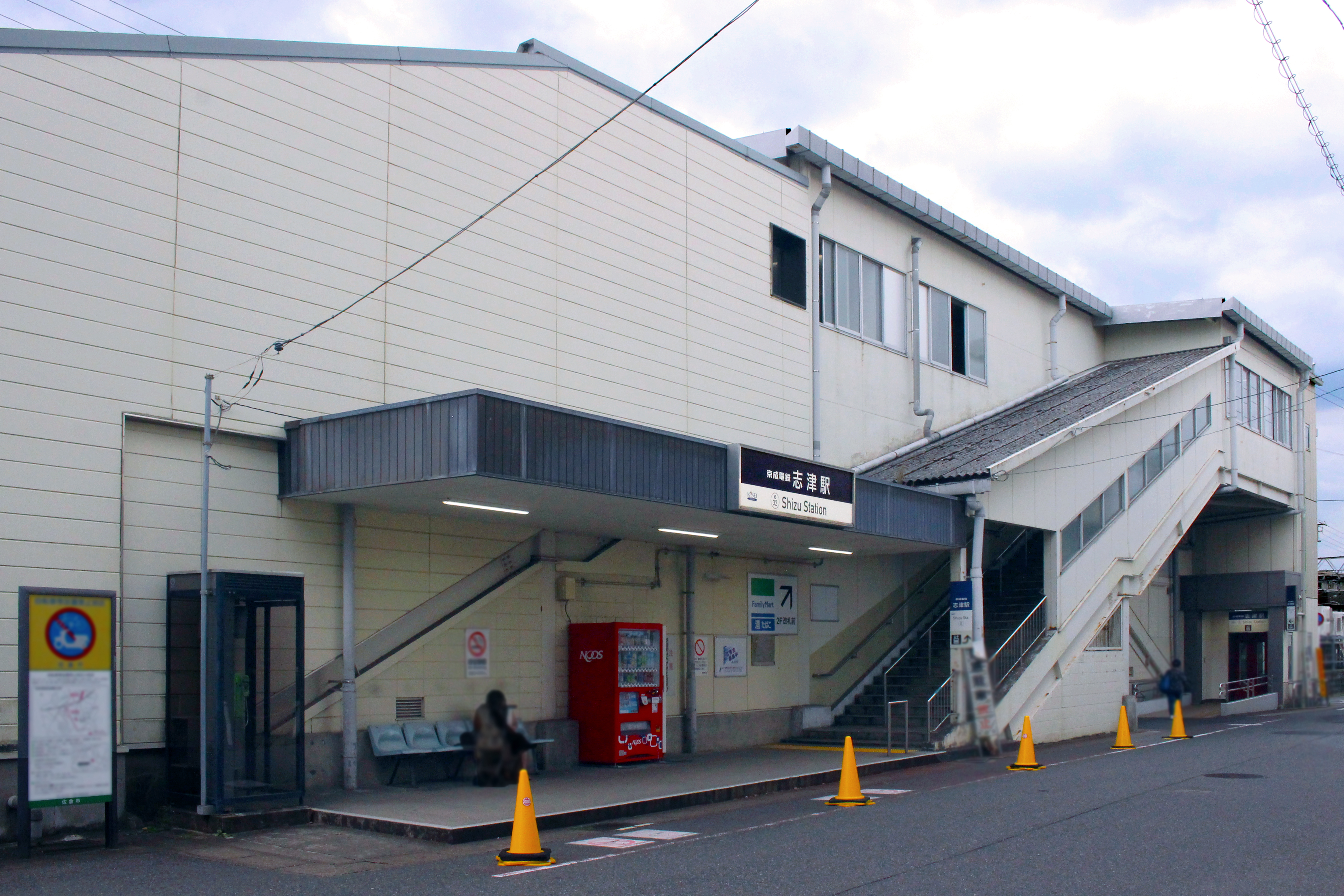
北口（2024年7月）

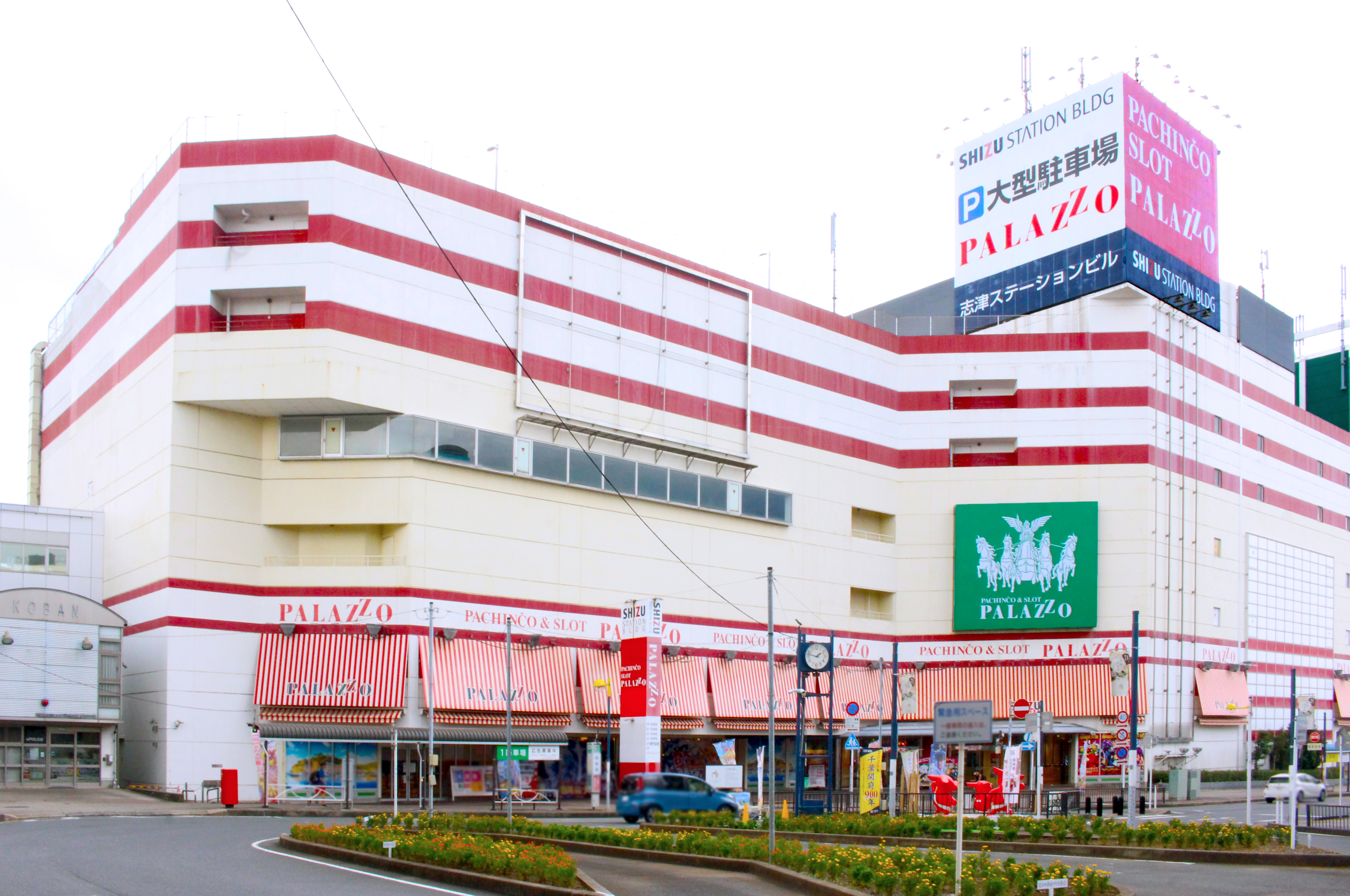
志津ステーションビル（南口直結）

志津駅（しづえき）は、千葉県佐倉市上志津にある、京成電鉄本線の駅である。駅番号はKS32。

## 歴史
- 1928年（昭和3年）3月18日 - 開業[1]。
- 1981年（昭和56年） - 橋上駅舎竣工[2]。

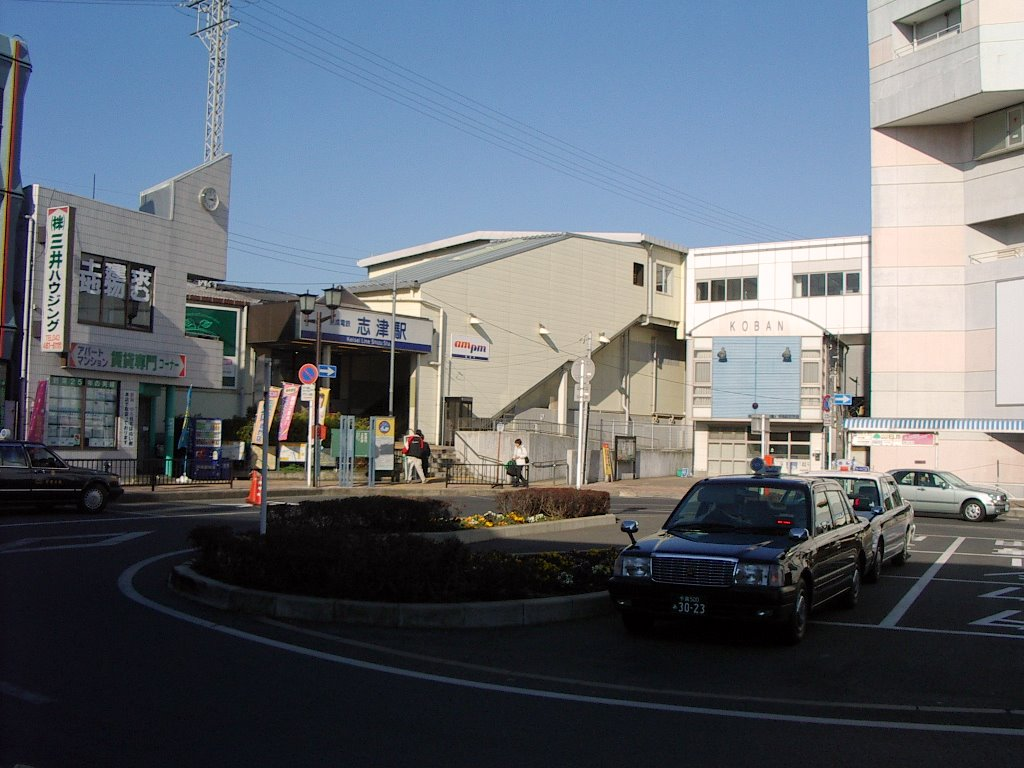
駅名看板更新前の北口（2007年2月）
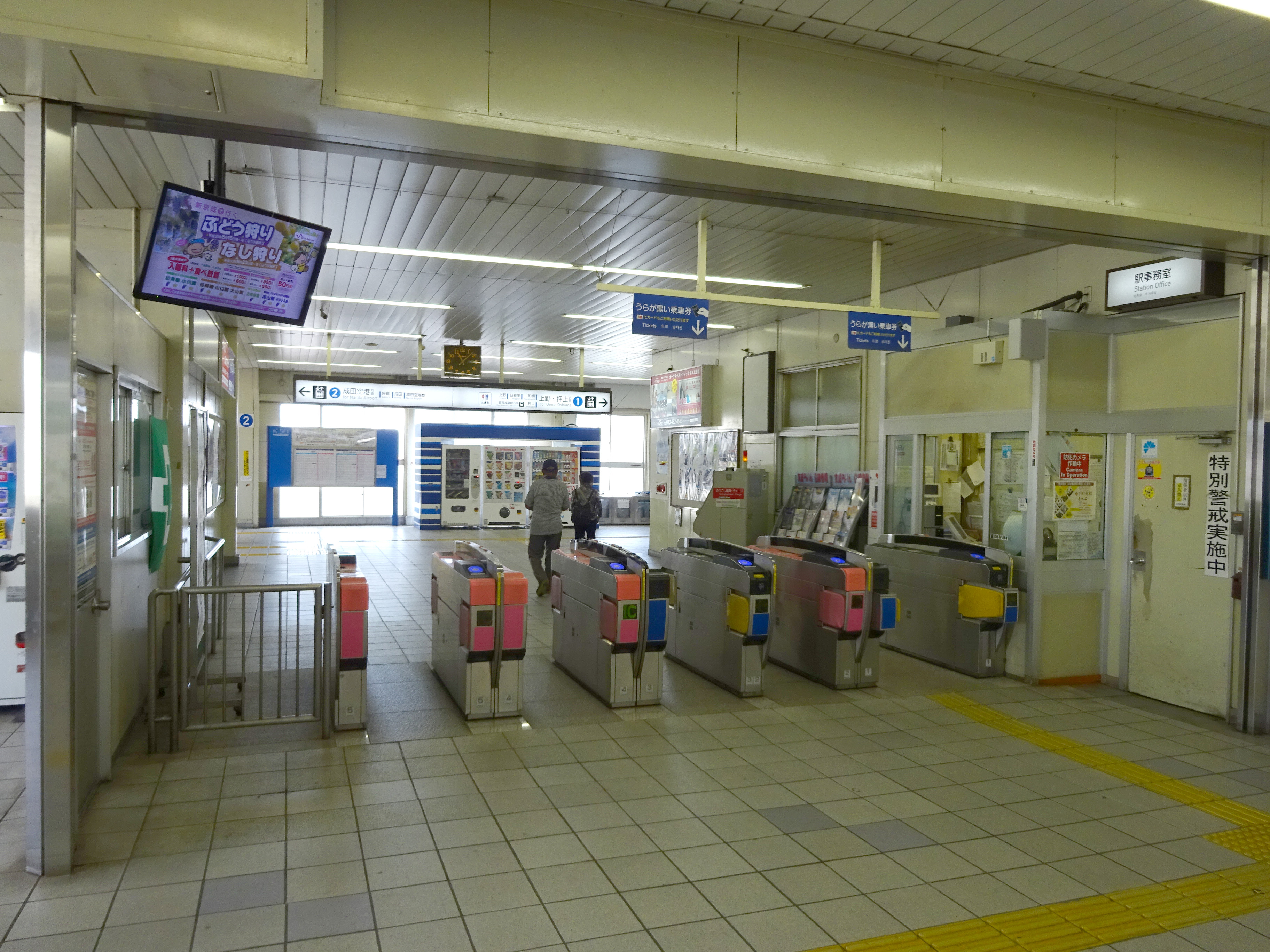
駅名看板更新前の南口（2014年9月）

## 駅構造
相対式ホーム2面2線を有する地上駅（勝田台駅管理）。橋上駅舎を有する。
駅ホームは曲線部に位置しており、特に1番線は電車とホームの間が広く離れる箇所があるため、列車入線時には警告チャイムが流れる。また、西隣の勝田台駅との間は直線であるため、かすかに目視することができる。駅構内にはエスカレーターとエレベーターが設置されている。

### のりば
| 番線 | 路線     | 方向 | 行先                                              |
| ---- | -------- | ---- | ------------------------------------------------- |
| 1    | 京成本線 | 上り | 京成船橋・日暮里・京成上野・押上・ 都営浅草線方面 |
| 2    | 京成本線 | 下り | 京成佐倉・京成成田・ 成田空港方面                 |

- 上表の路線名は成田空港線開業後の旅客案内の名称に基づいている。

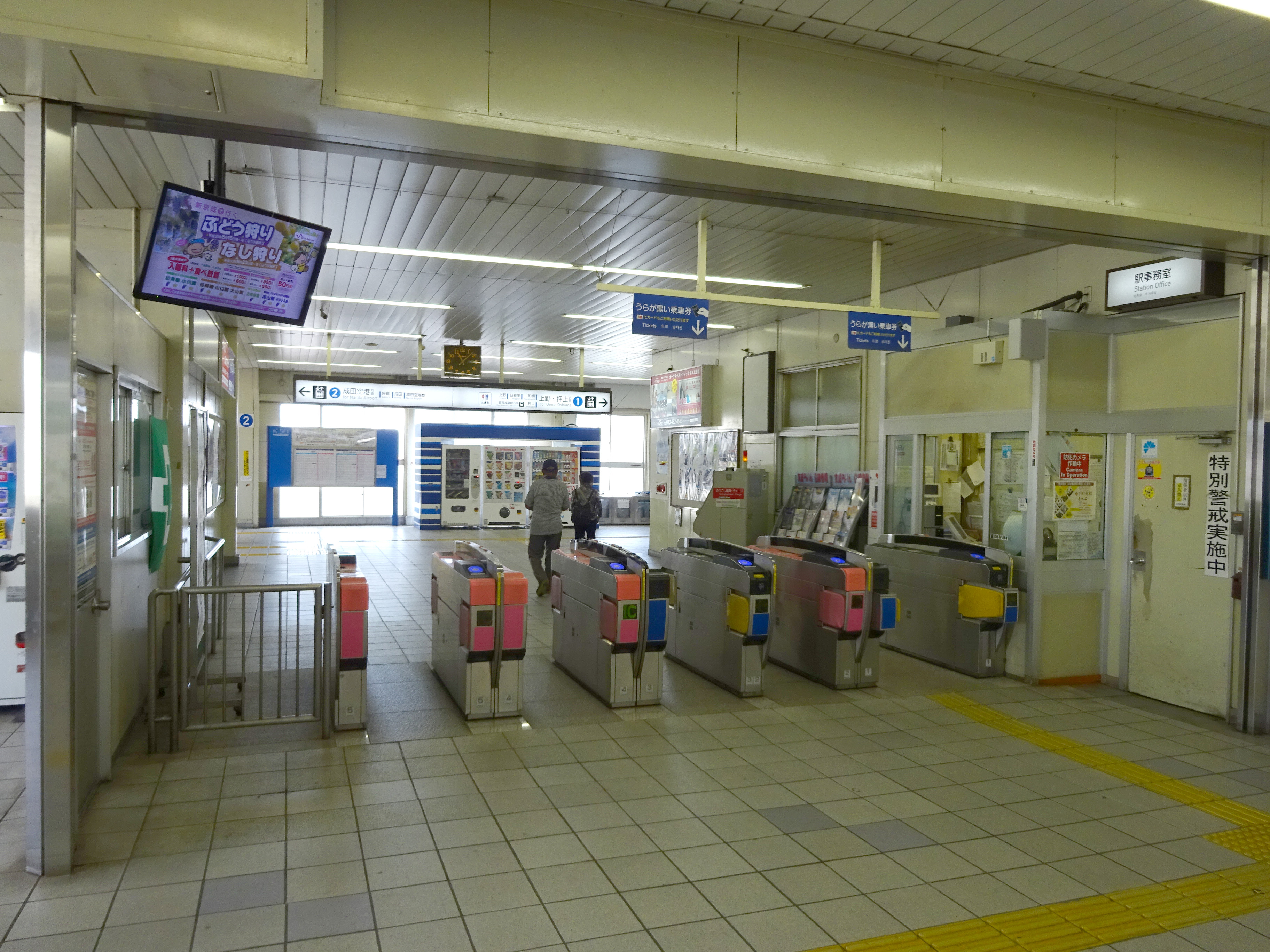
改札口（2018年9月）
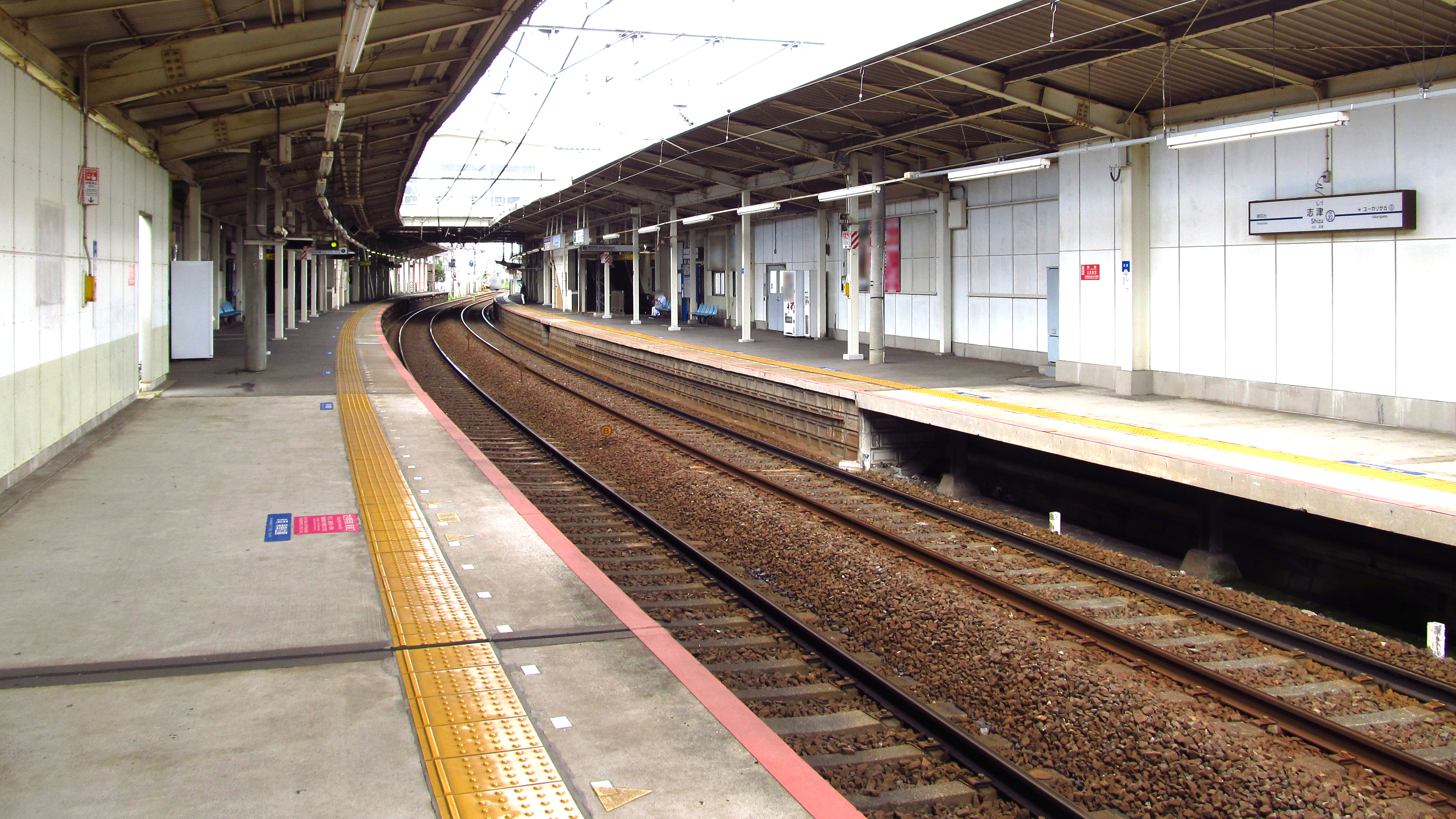
駅ホーム（2020年7月）
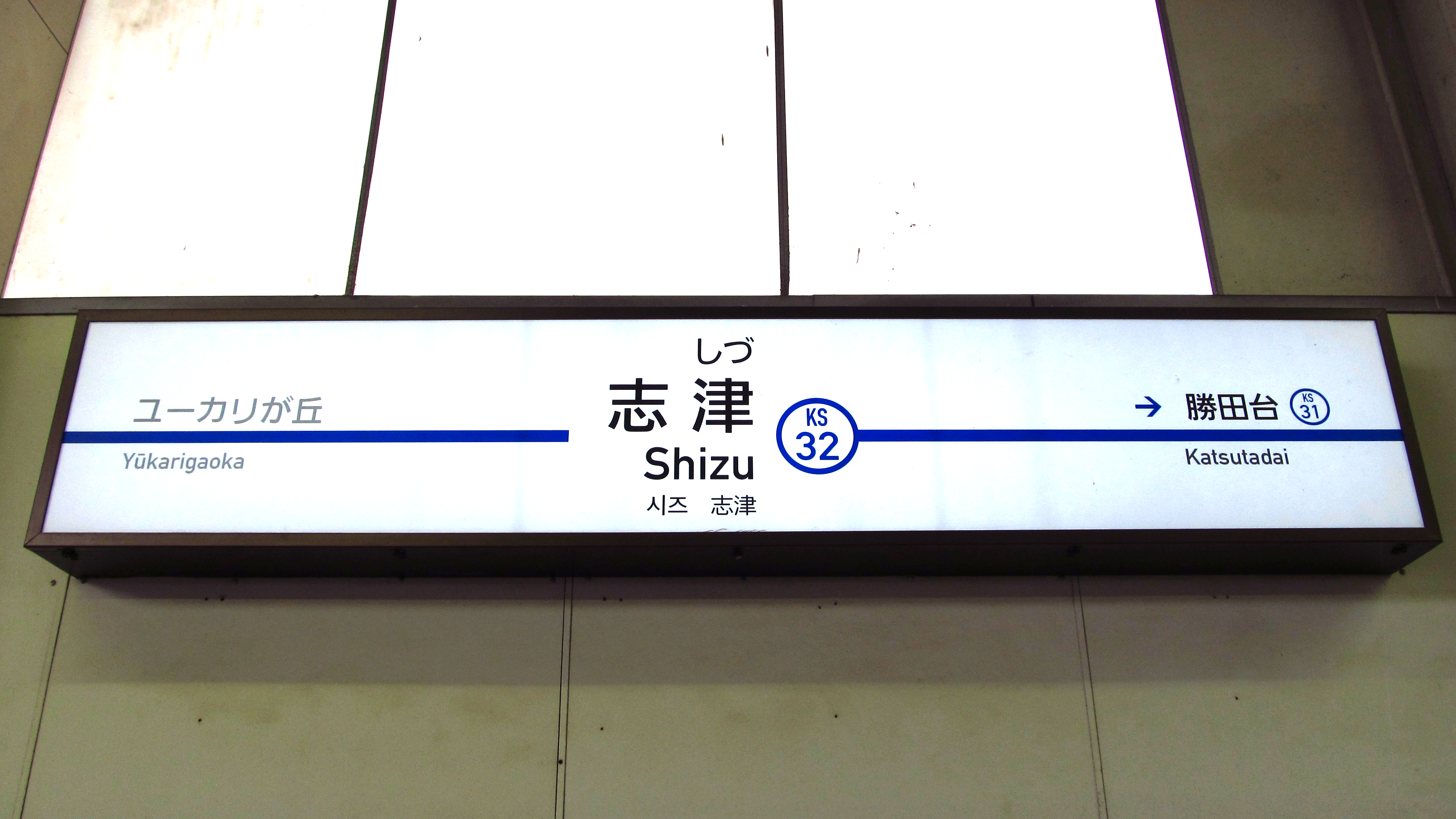
駅名標（2020年7月）

## 利用状況
2024年度の1日平均乗降人員は13,757人である。
近年の1日平均乗降・乗車人員推移は下表の通りである。
| 年度               | 1日平均 乗降人員 | 1日平均 乗車人員 |
| ------------------ | ---------------- | ---------------- |
| 1995年（平成07年） |                  | 12,020           |
| 1996年（平成08年） |                  | 11,433           |
| 1997年（平成09年） |                  | 10,720           |
| 1998年（平成10年） |                  | 10,268           |
| 1999年（平成11年） |                  | 9,673            |
| 2000年（平成12年） |                  | 9,404            |
| 2001年（平成13年） |                  | 9,100            |
| 2002年（平成14年） |                  | 8,900            |
| 2003年（平成15年） | 17,984           | 8,773            |
| 2004年（平成16年） | 17,185           | 8,518            |
| 2005年（平成17年） | 16,874           | 8,381            |
| 2006年（平成18年） | 16,608           | 8,250            |
| 2007年（平成19年） | 16,955           | 8,449            |
| 2008年（平成20年） | 17,316           | 8,629            |
| 2009年（平成21年） | 16,805           | 8,377            |
| 2010年（平成22年） | 16,600           | 8,280            |
| 2011年（平成23年） | 16,339           | 8,154            |
| 2012年（平成24年） | 16,579           | 8,264            |
| 2013年（平成25年） | 16,660           | 8,298            |
| 2014年（平成26年） | 16,438           |                  |
| 2015年（平成27年） | 16,272           |                  |
| 2016年（平成28年） | 16,438           |                  |
| 2017年（平成29年） | 16,270           |                  |
| 2018年（平成30年） | 16,036           |                  |
| 2019年（令和元年） | 15,716           | 7,853            |
| 2020年（令和02年） | 11,687           | 5,847            |
| 2021年（令和03年） | 12,136           | 6,055            |
| 2022年（令和04年） | 13,102           | 6,543            |
| 2023年（令和05年） | 13,656           | 6,819            |
| 2024年（令和06年） | 13,757           | 6,877            |

## 駅周辺
駅周辺には、マンションが多く立地し、駅西側に佐倉市と八千代市の市境が存在する。
駅北側には国道296号、駅西側には千葉県道155号四街道上志津線が通る。駅北東側約1.4キロメートルの位置には山万ユーカリが丘線の地区センター駅がある。
1990年には、南口駅前に東武系ショッピングセンター「しづマイン」が開店し、3階部分が駅と直結した。2005年に核店舗の東武ストアが閉店し、2007年には全面的な改装工事を行い、同年12月に「志津ステーションビルディング」として3階までの各種専門店街が入居するフロアを再オープンした。

### 北口

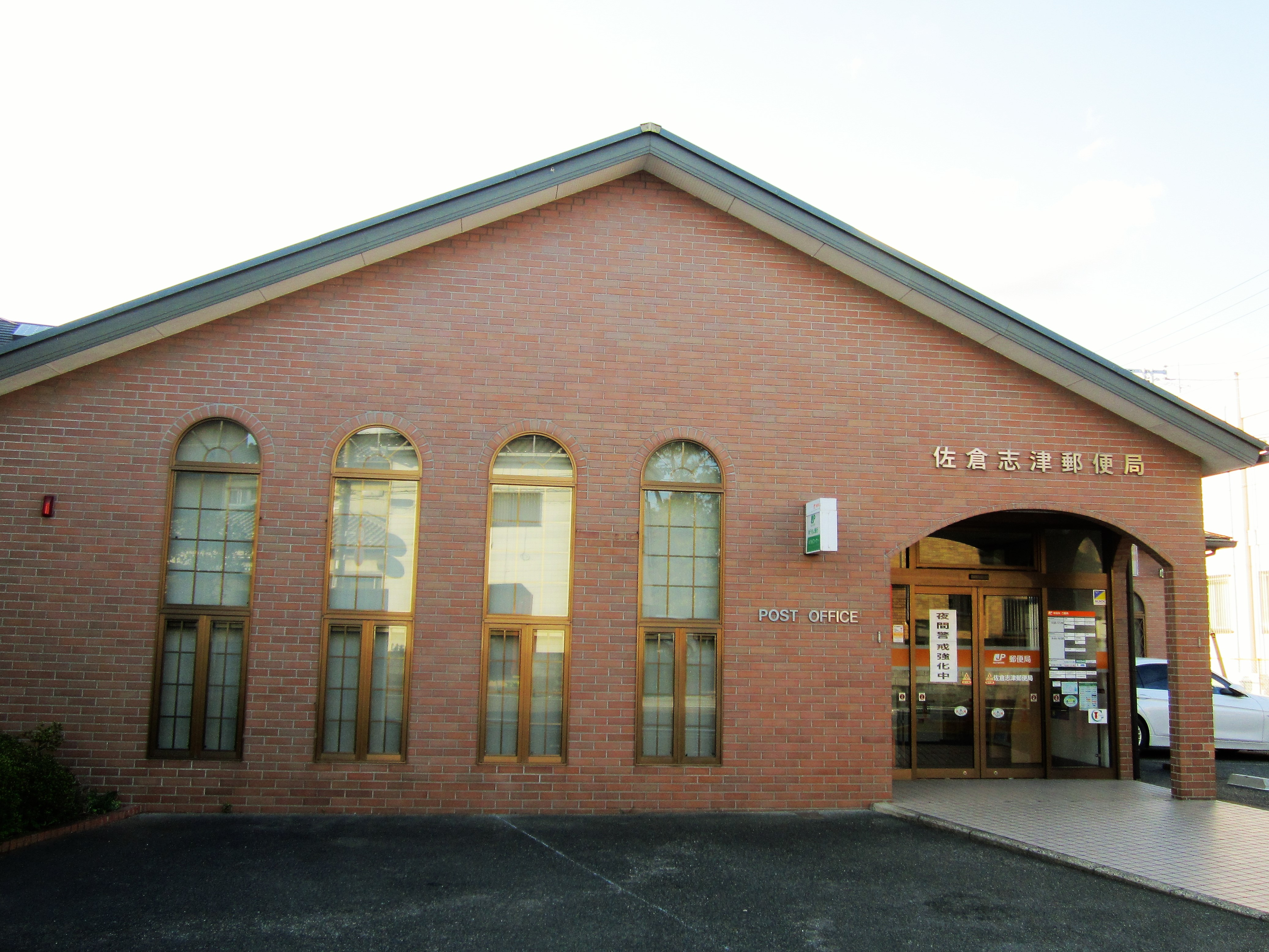
佐倉志津郵便局

- 志津市民プラザ
  - 佐倉市役所志津出張所
  - 佐倉市立図書館志津分館
  - 志津公民館
- 佐倉市立志津中学校
- 佐倉志津郵便局
- 京葉銀行志津支店
- 千葉信用金庫 志津支店
- エコス佐倉店
- 生鮮&業務スーパー勝田台店
- イオンタウンユーカリが丘
- マツモトキヨシ佐倉井野店
- ゲオ佐倉志津店
- ブックオフ佐倉志津店

### 南口
- 佐倉市役所 西志津市民サービスセンター
- 佐倉警察署京成志津駅前交番
- 佐倉警察署中志津駐在所

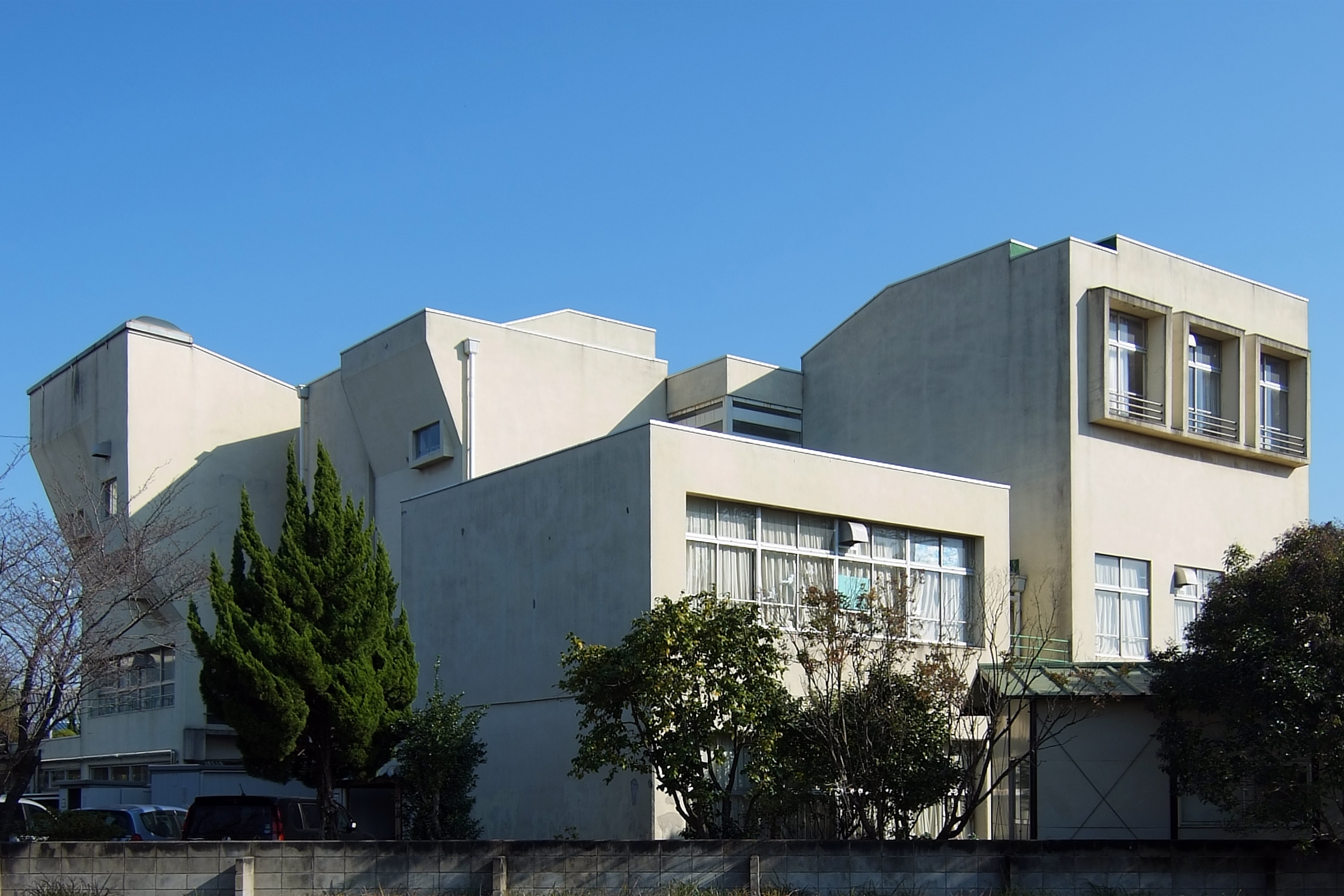
佐倉市立下志津小学校

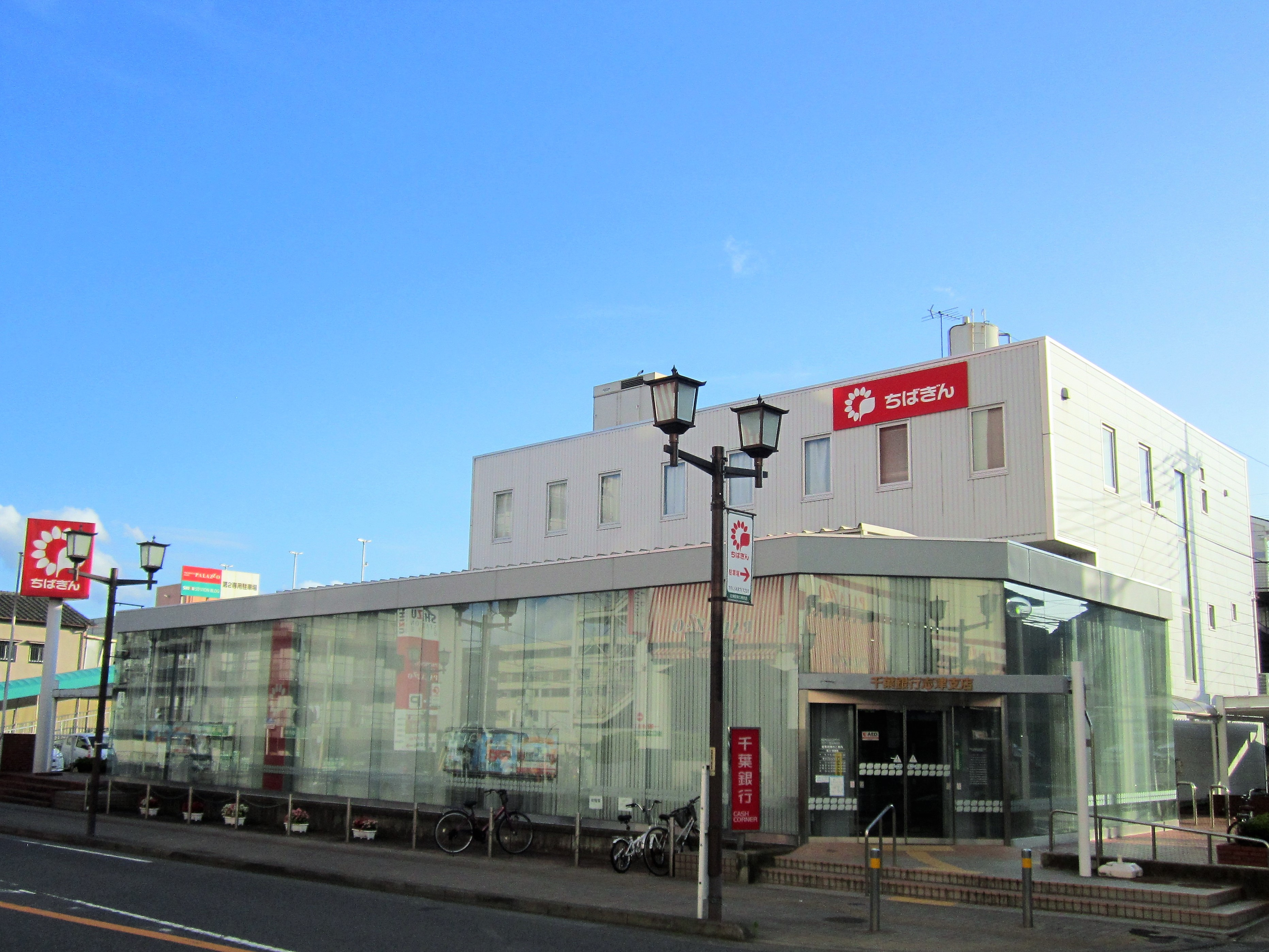
千葉銀行 志津支店

- 佐倉市八街市酒々井町消防組合志津消防署志津南出張所
- 佐倉市立西志津中学校
- 佐倉市立上志津中学校
- 佐倉市立西志津小学校
- 佐倉市立上志津小学校
- 佐倉市立下志津小学校
- 佐倉市立志津保育園
- 佐倉西志津郵便局
- 佐倉中志津郵便局
- 千葉銀行志津支店
- 志津ステーションビルディング（当駅接続）
  - 生鮮食品スーパー生活彩館
- トップマート志津店
- ベルク 佐倉志津店
- マルエツ新志津店
- スーパーチェーンカワグチ志津店
- ランドロームフードマーケット勝田台店
- petit madoca志津店
- ウエルシア薬局佐倉志津店
- ケーヨーデイツー志津店
- 西志津スポーツ等多目的広場
- 南志津公園

## バス路線
以下の路線バスが発車する。
| のりば     | のりば | 系統                                     | 主要経由地                                                      | 行先           | 運行会社                                       | 備考          |
| ---------- | ------ | ---------------------------------------- | --------------------------------------------------------------- | -------------- | ---------------------------------------------- | ------------- |
| 志津駅南口 | 1      | 角栄団地線 [角栄01]                      | 下志津小学校                                                    | 南中野         | 京成バス千葉イースト                           |               |
| 志津駅南口 | 2      | 大日線                                   | 大日中央                                                        | 四街道駅       | 京成バス千葉イースト                           |               |
| 志津駅南口 | 3      | 臼井線                                   | 東邦大佐倉病院                                                  | 臼井駅         | 京成バス千葉イースト                           |               |
| 志津駅南口 | 3      | 臼井線                                   | 東邦大佐倉病院・臼井駅 ・聖隷佐倉市民病院                       | 田町車庫       | 京成バス千葉イースト                           |               |
| 志津駅南口 | 3      | 臼井線                                   | 東邦大佐倉病院・臼井駅 ・聖隷佐倉市民病院・田町車庫             | 京成佐倉駅     | 京成バス千葉イースト                           |               |
| 志津駅南口 | 3      | 臼井線                                   | 東邦大佐倉病院・臼井駅 ・聖隷佐倉市民病院・田町車庫・京成佐倉駅 | JR佐倉駅       | 京成バス千葉イースト                           | 平日朝1本のみ |
| 志津駅北口 |        | 佐倉市コミュニティバス（志津北側ルート） | 青菅・宮ノ台入口                                                | ユーカリが丘駅 | 佐倉市コミュニティバス（なの花交通バスが受託） |               |

かつては、京成電鉄の以下の路線が乗り入れていた。
- 東邦大佐倉病院 - ユーカリが丘駅 - 大日今宿

## 隣の駅
京成電鉄
 本線
■快速特急・■特急
通過
■通勤特急・■快速・■普通
勝田台駅 (KS31) - 志津駅 (KS32) - ユーカリが丘駅 (KS33)